# Plomin
Plomin (italienisch Fianona, lateinisch Flanona) ist ein Dorf in der kroatischen Großgemeinde (Općina) Kršan, Gespanschaft Istrien mit 113 Einwohnern (Stand 2011).
Das Dorf bzw. Städtchen befindet sich über einer Meeresbucht, 168 Meter über dem Meer, an der Stelle einer illyrisch-liburnischen Siedlung und des römischen Flanona. In der Nähe befindet sich das Wärmekraftwerk Plomin.

## Geschichte
Die Geschichte Plomins beginnt bereits in vorchristlicher Zeit. Nachforschungen zufolge befindet sich die heutige Altstadt auf einer Festungsanlage aus dem 2. Jahrtausend vor Christus. Auf dem Hügel errichteten die Liburner ihrerseits eine befestigte Siedlung, welche erst durch die Eroberung der Römer größere Umstrukturierung erfuhr. Während der Zeit der römischen Herrschaft entwickelte sich der Ort zu einem wichtigen Stützpunkt für die Seefahrt in der Adria und zählte zu dem westlichsten Teil der Provinz Dalmatia.  In der Folgezeit wechselten die Besitzverhältnisse und so gehörte Plomin zunächst zum Einflussbereich der Langobarden, nach deren Eroberung des Weströmischen Reiches. Ab dem 10. Jahrhundert v. Chr. gehörte der Ort zum Einflussbereich der Republik Venedig und erlitt während der Auseinandersetzungen Venedigs mit Österreich im 16. und 17. Jahrhundert eine teilweise Zerstörung. Nach dem Ersten Weltkrieg wurde Istrien und somit auch Plomin durch Italien besetzt. Infolge der Vertreibung der italienischen Minderheit aus Istrien nach dem Zweiten Weltkrieg verwaiste der Ort nach und nach, was zur Folge hatte, dass viele Gebäude in der Altstadt verfallen und nur notdürftig gegen den vollständigen Verfall abgesichert wurden.

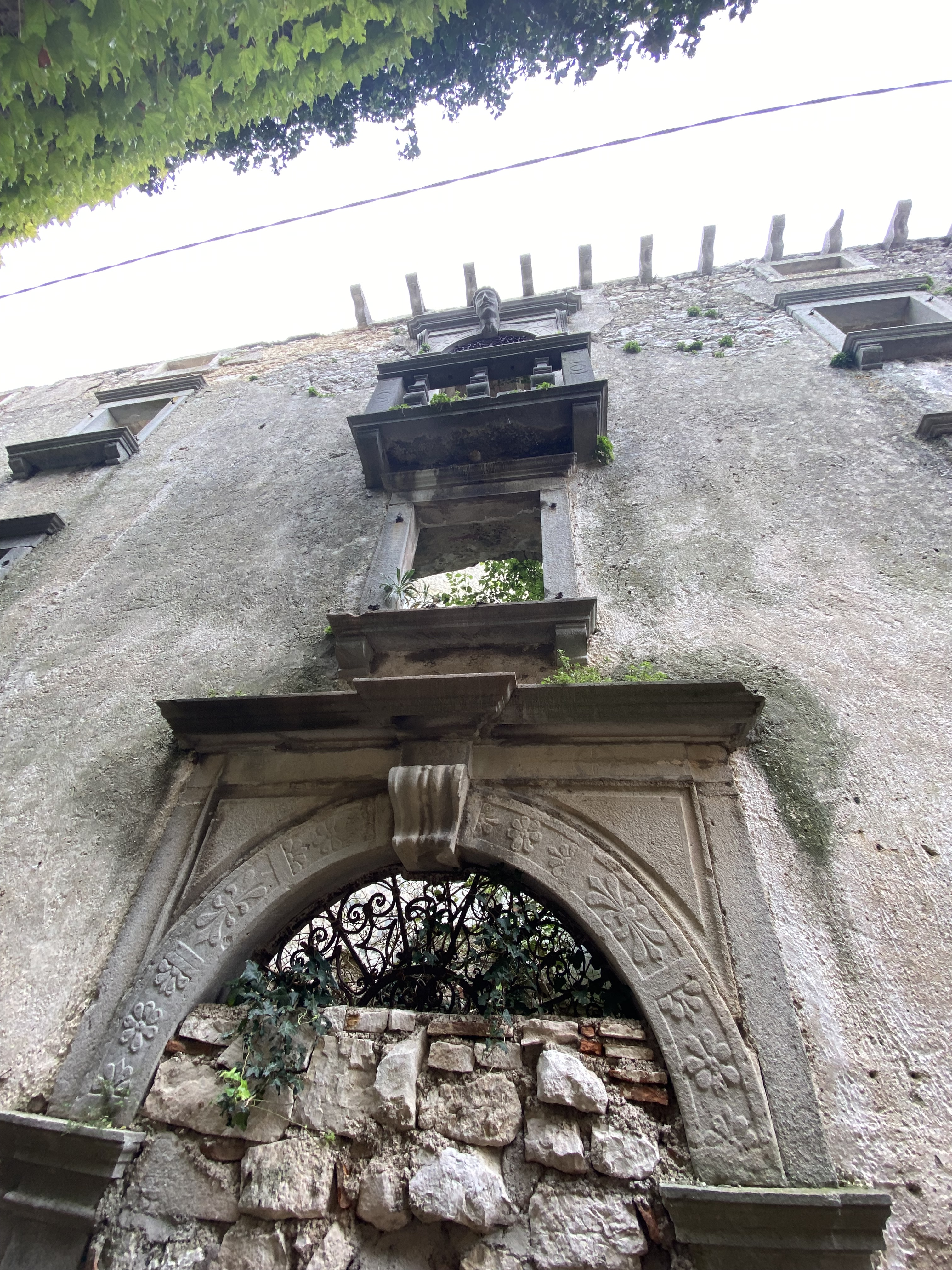
Einer der Palazzi in der Altstadt von Plomin

## Sehenswürdigkeiten

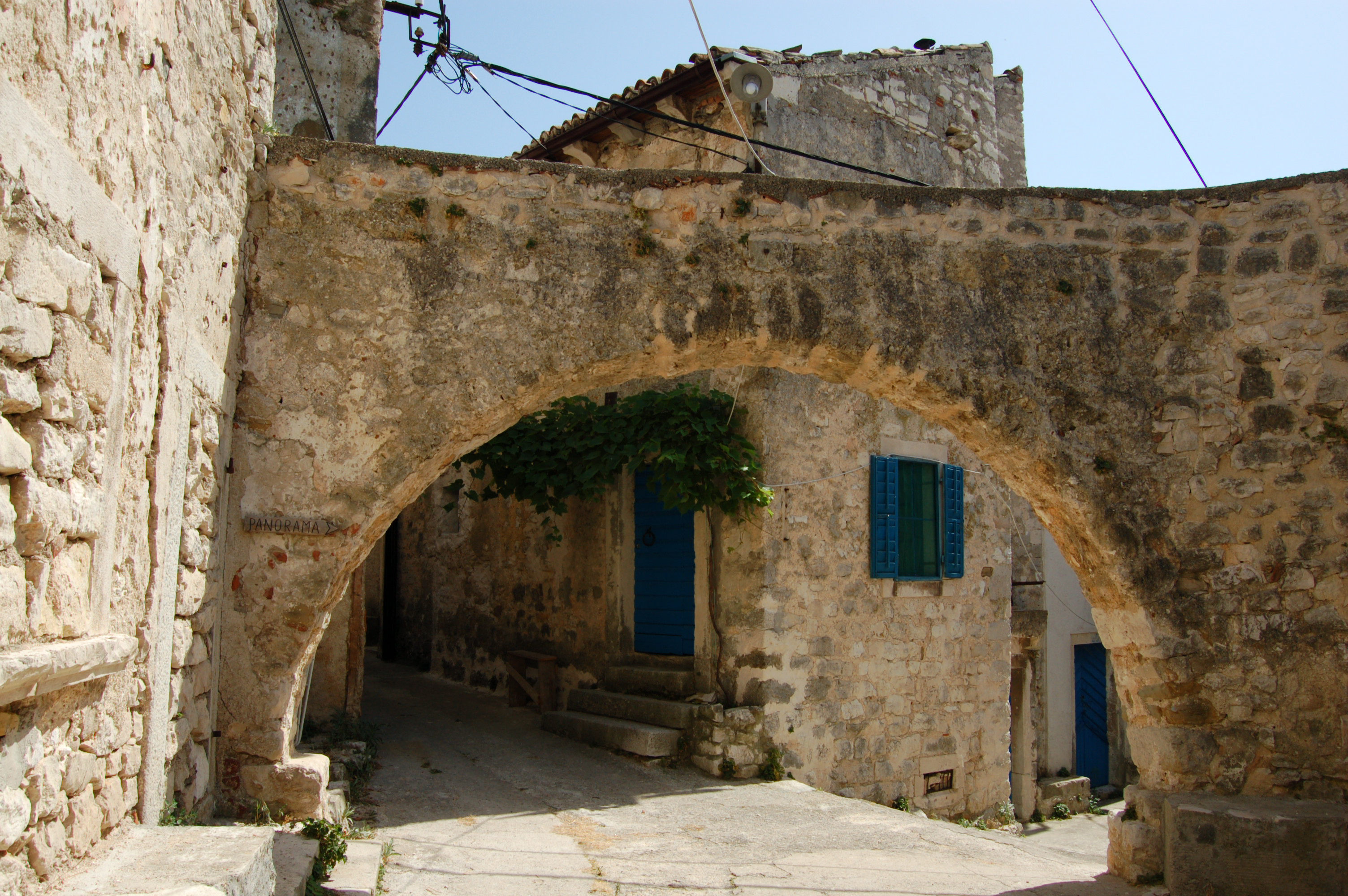
In der Altstadt von Plomin

- Tura, venezianischer Stadtpalast aus dem 18. Jahrhundert. In einem Lapidarium werden Funde aus der Römerzeit gezeigt.[2]
- Sv. Juraj Stari, romanische Kirche. An der Südseite der Kirche ist das Relief des Gottes Silvanus zu erkennen.
- Sv. Juraj Mlađi, spätgotische Pfarrkirche. In dieser Kirche findet sich ein Fresko von 1475 des Konstanzer Malers Albert, das die stillende Maria zeigt.[2]

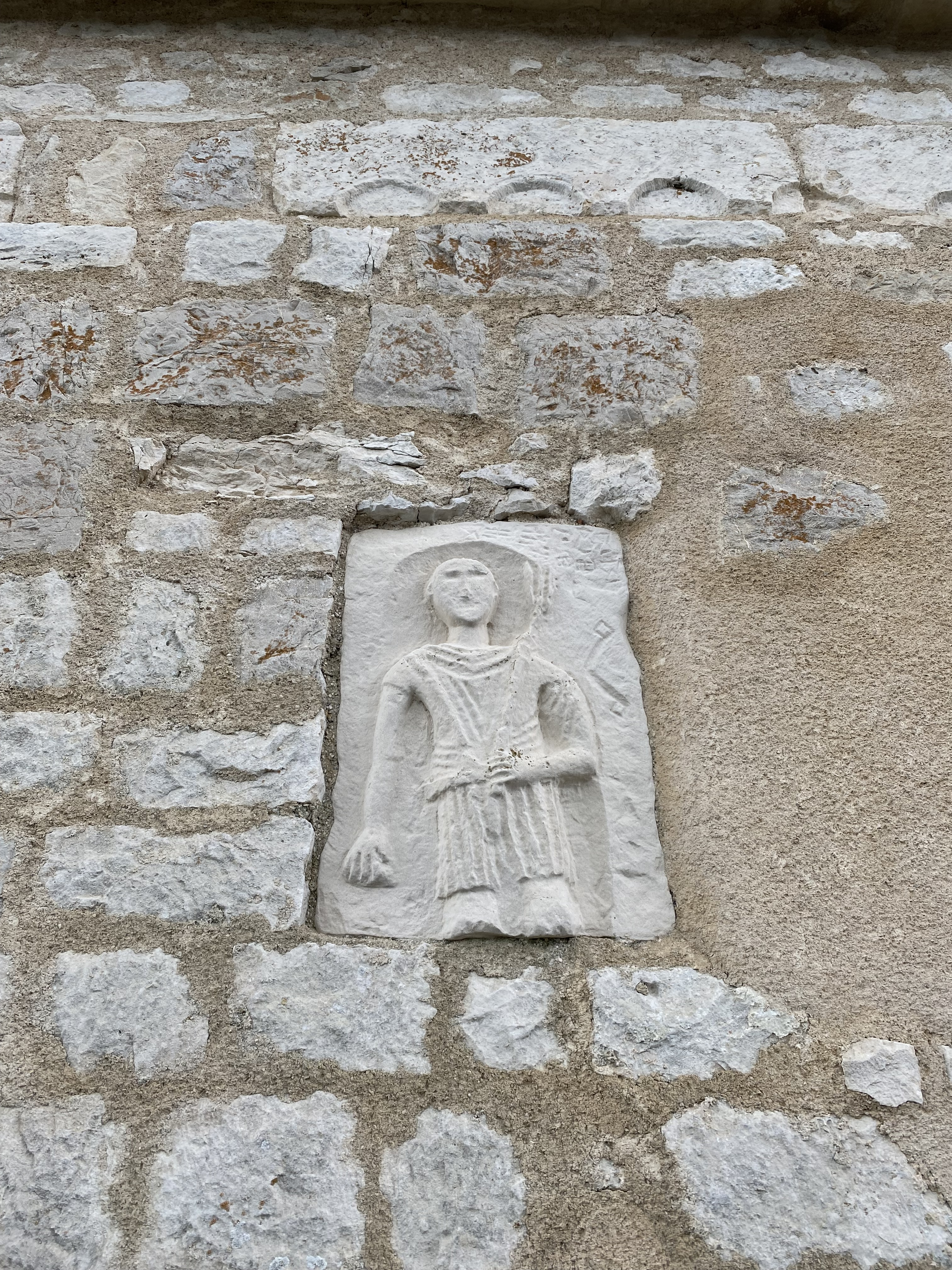
Bild des illyrisch-römischen Gottes Silvanus an der Kirche St. Juraj